# Sauterelle (insecte)
Pour les articles homonymes, voir Sauterelle.
Taxons concernés
Plusieurs espèces de :
- le genre Tettigonia
- la famille des Tettigoniidae
- une partie du sous-ordre des Ensifera
- une partie de l'ordre des Orthopteramodifier

Sauterelle est un nom vernaculaire ambigu pouvant désigner en français les espèces d'un genre, ou plus largement une famille voire une partie d'un sous-ordre d'insectes orthoptères, et plus anciennement une grande partie des orthoptères. Elles sont communes presque partout dans le monde et se déplacent en sautant à l'aide de leurs longues pattes postérieures. Ce terme dérive de « sauter ».
En français le nom de « sauterelle » est aujourd'hui plutôt réservé par les spécialistes à une grande partie des espèces du sous-ordre des Ensifera, l'un des deux grands sous-ordres qui constituent l'ordre des orthoptères, pour les différencier des espèces du sous-ordre des Caelifera pour lequel ils réservent le nom de « criquet ». Mais le sous-ordre des Ensifera comporte aussi les grillons, les fourmigrils, les courtilières, etc, qui ne sont généralement pas considérés comme des sauterelles. Morphologiquement les Ensifera se reconnaissent principalement à leurs antennes longues et leurs organes auditifs situés sur leurs pattes avant, alors que les Caelifera ont des antennes courtes.
De manière plus stricto sensu, le mot « sauterelle » désigne la famille des Tettigoniidae dans son ensemble, qui contient plus de 6 400 espèces. Elle fait partie du sous-ordre des Ensifera et généralement considérée comme étant la seule famille non éteinte que contient la superfamille des Tettigonioidea. Enfin c'est surtout aux espèces du genre type Tettigonia qu'est réservé ce mot dans leur nom d'espèce en français.
Cependant les mots « sauterelle »  et « criquet » sont utilisés plus anciennement, et encore de nos jours dans le langage courant, pour désigner de manière indifférenciée la plupart des orthoptères des deux sous-ordres. Par exemple lorsqu’on parle d'invasions de sauterelles (où le mot sauterelle est plus courant dans la littérature que criquet), ce sont surtout quelques espèces classées parmi les Caelifera qui sont impliquées. En effet la plupart des espèces des deux sous-ordres peuvent à la fois sauter comme des sauterelles et chanter comme des criquets, et ces mots sont généralement perçus comme synonymes par le grand public.

## Alimentation
Les sauterelles sont essentiellement végétariennes (plantes, herbe, fruits), mais quelques espèces de grande taille, comme la grande sauterelle verte, le dectique verrucivore, ou la magicienne dentelée, sont carnassières à l'âge adulte (mais, par exemple, les grands phanéroptères sont restés végétariens). Au cours de l'évolution, chaque espèce a cherché une nourriture suffisamment abondante et sans intérêt pour ses concurrents.

## Reproduction
Pour attirer la femelle, le mâle fait entendre une sorte de chant strident en frottant ses ailes l'une contre l'autre. La femelle pond des œufs assez gros pour sa taille ; elle les dépose généralement sur la surface du sol en petites masses compactes appelées coques et les entoure d'une sorte d'écume qui réagit avec le sol pour former un ciment protecteur. Les petits restent à l'abri jusqu'aux jours chauds du printemps ; ils quittent alors leur coque et parviennent, après une série de mues, à l'état adulte.

## Système auditif
Copiphora gorgonensis, espèce de sauterelles d'Amérique du Sud, a un organe auditif très proche de celui des mammifères, composé d'une structure en trois parties et rempli d'un liquide jouant le même rôle que la cochlée. Il s'agit d'une convergence évolutive. Cette oreille interne est située sur le tibia avant,. D'une taille de 600 μm, c'est la plus petite oreille de son genre dans la nature. Cette oreille est capable d'entendre des sons d'une fréquence de 120 kHz, contre 20 kHz pour les humains et 60 kHz pour les chiens, ce qui lui permet, selon certains chercheurs, de communiquer sans se faire entendre de ses prédateurs comme la chauve-souris.
Pour la plupart des autres insectes, les capteurs de vibration sont reliés aux capteurs neuronaux directement derrière la membrane.

## Habitat

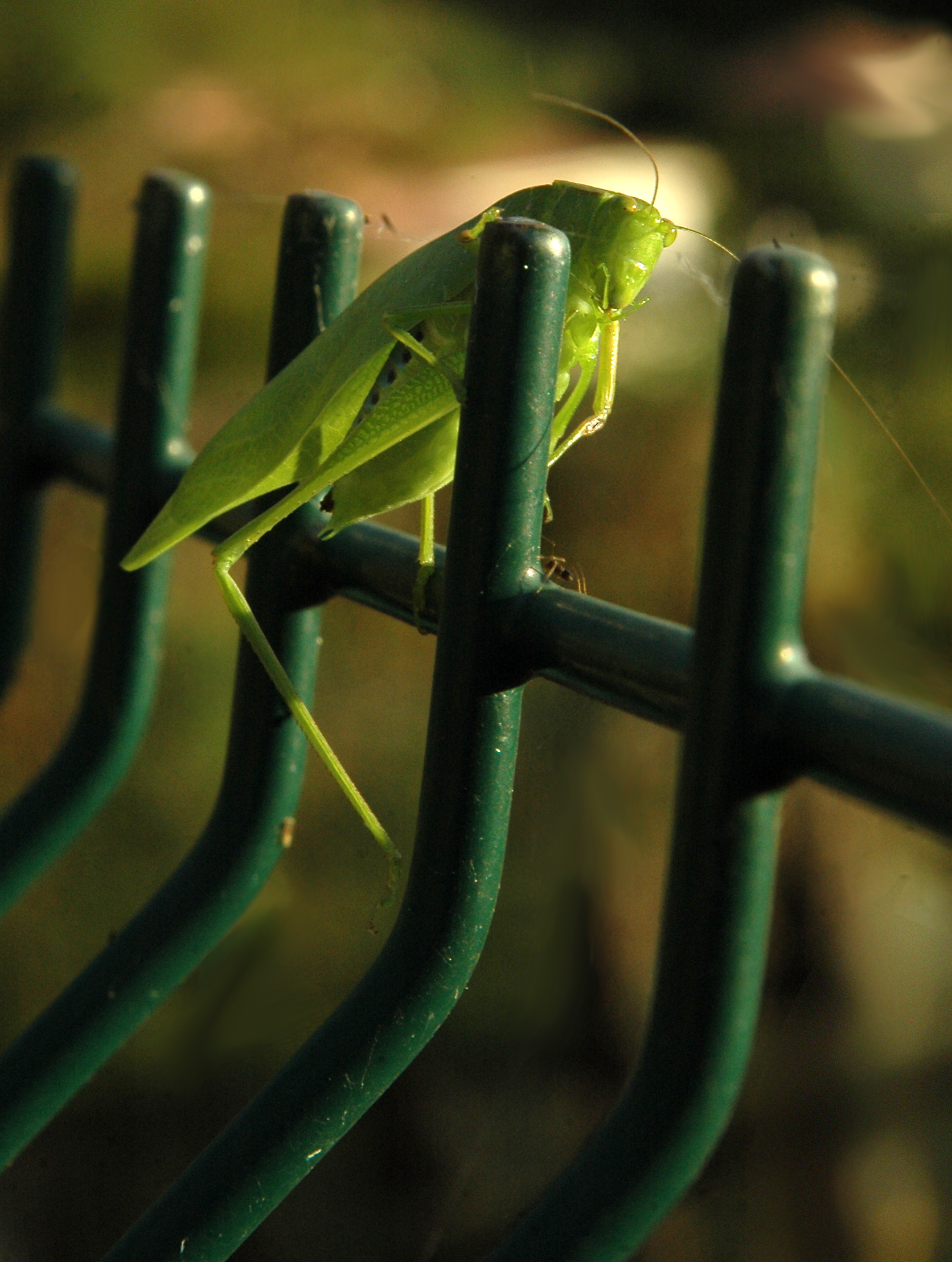
Sauterelle des Antilles.

La sauterelle habite dans les hautes herbes, dans les champs, les prés, et parfois elle creusent des tunnels de 12 à 20 cm environ pour s'y cacher. Elles vivent aussi sous les feuilles. En hiver, elles hibernent. Les sauterelles aiment les endroits avec beaucoup de chaleur.

## Nuisance pour l'homme
D'un point de vue entomologique, les sauterelles et les criquets sont deux groupes biologiques distincts. Ce sont bien les criquets — et non les sauterelles — qui peuvent être nuisibles pour l'homme, car ils détruisent ses cultures  : quand ils se déplacent par milliers (forme grégaire que n'ont pas les sauterelles), ils peuvent ravager des récoltes entières.
Dans le langage courant, le terme de « sauterelle » parfois employé pour désigner les criquets adultes crée la confusion.

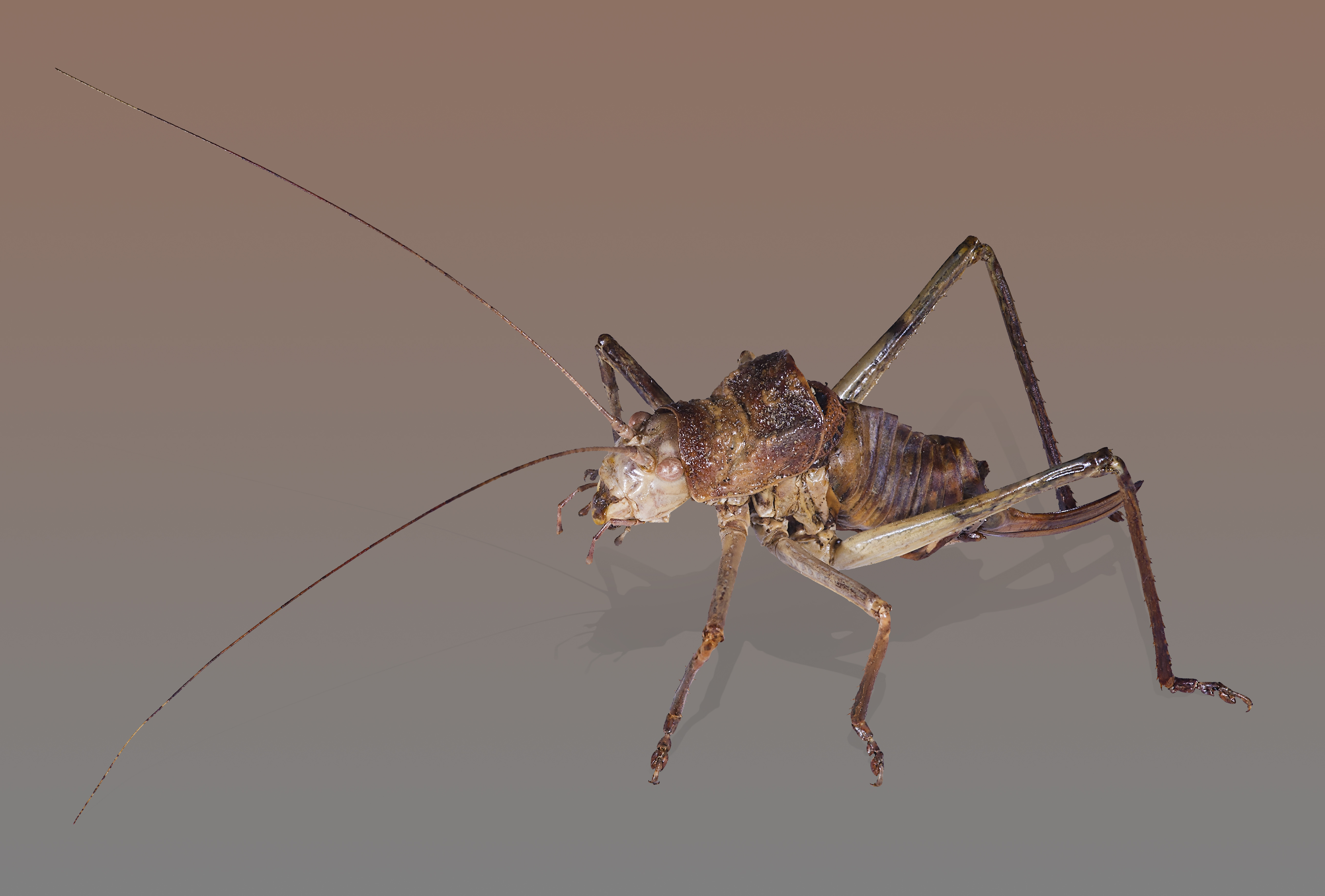
Ephippiger.
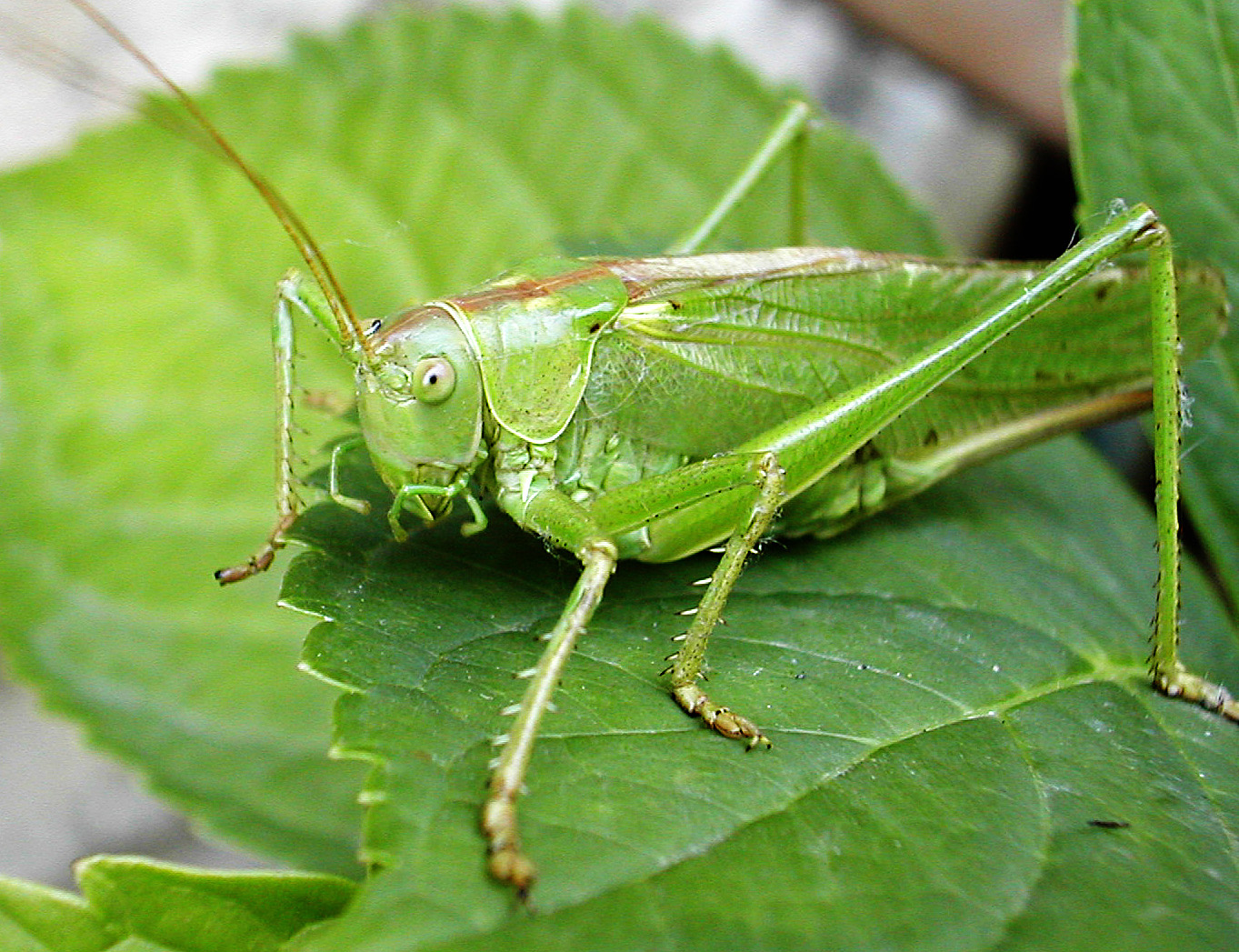
Tettigonia viridissima ♀.
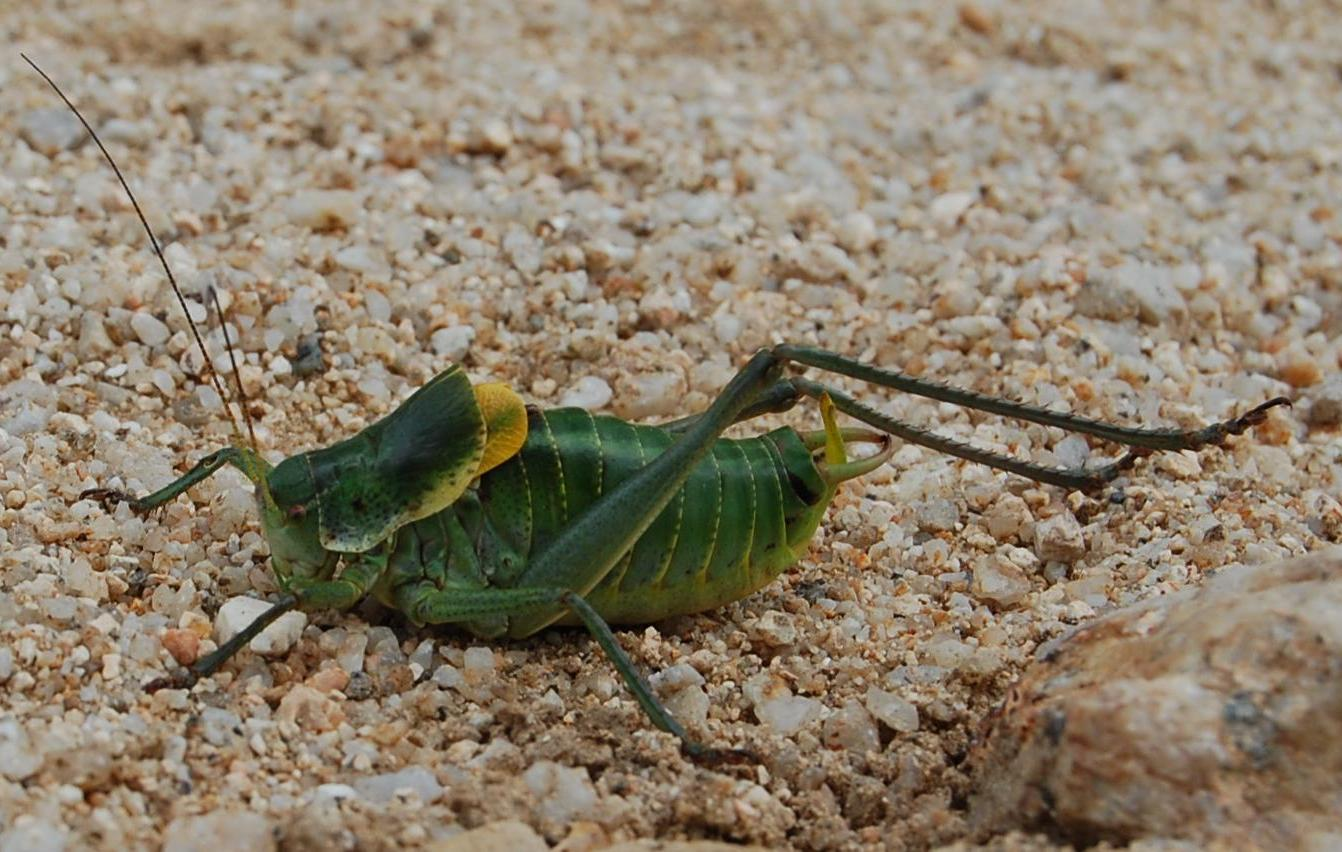
Polysarcus denticauda.
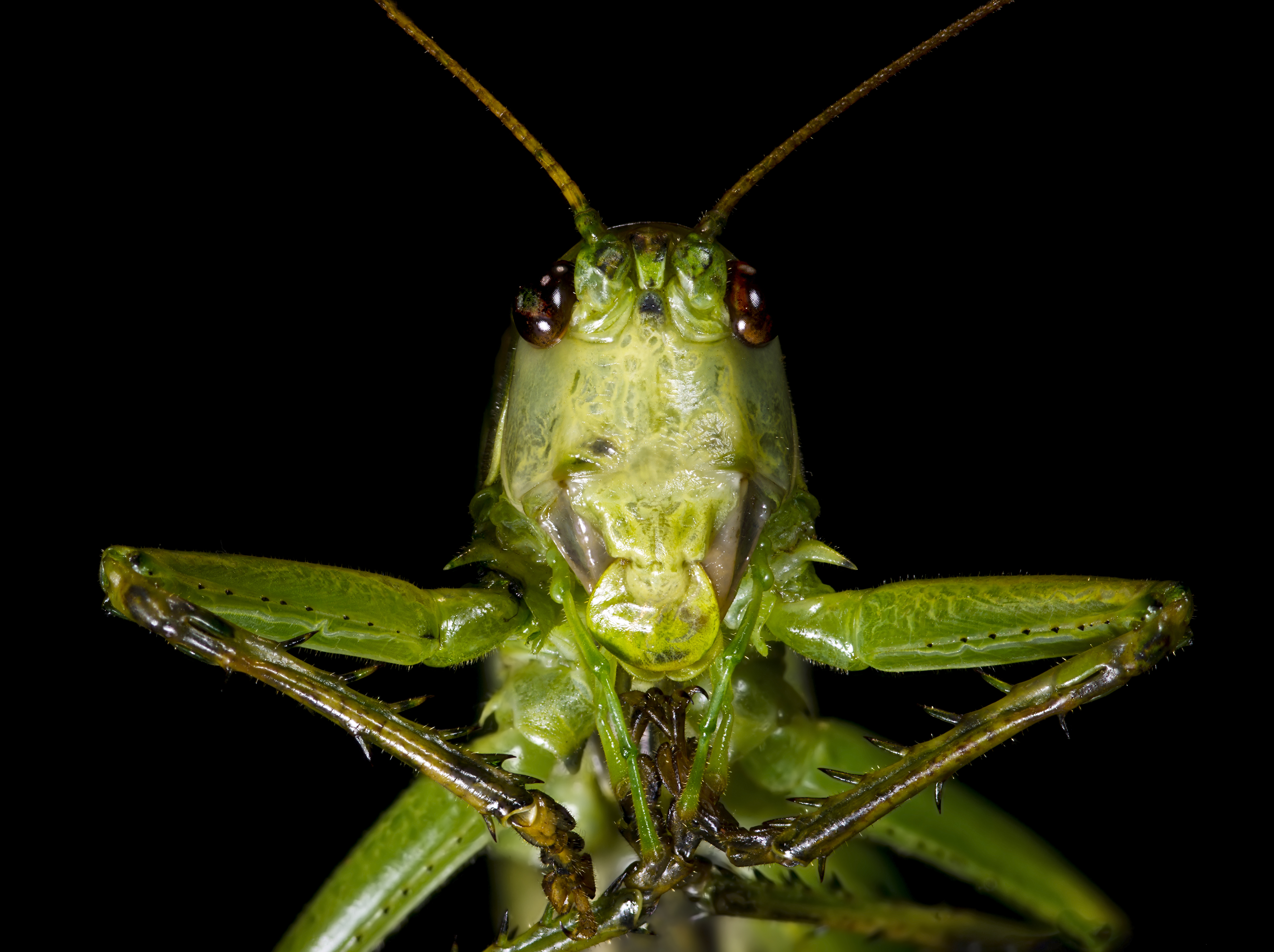
Anatomie céphalique de Tettigonia viridissima ♀.
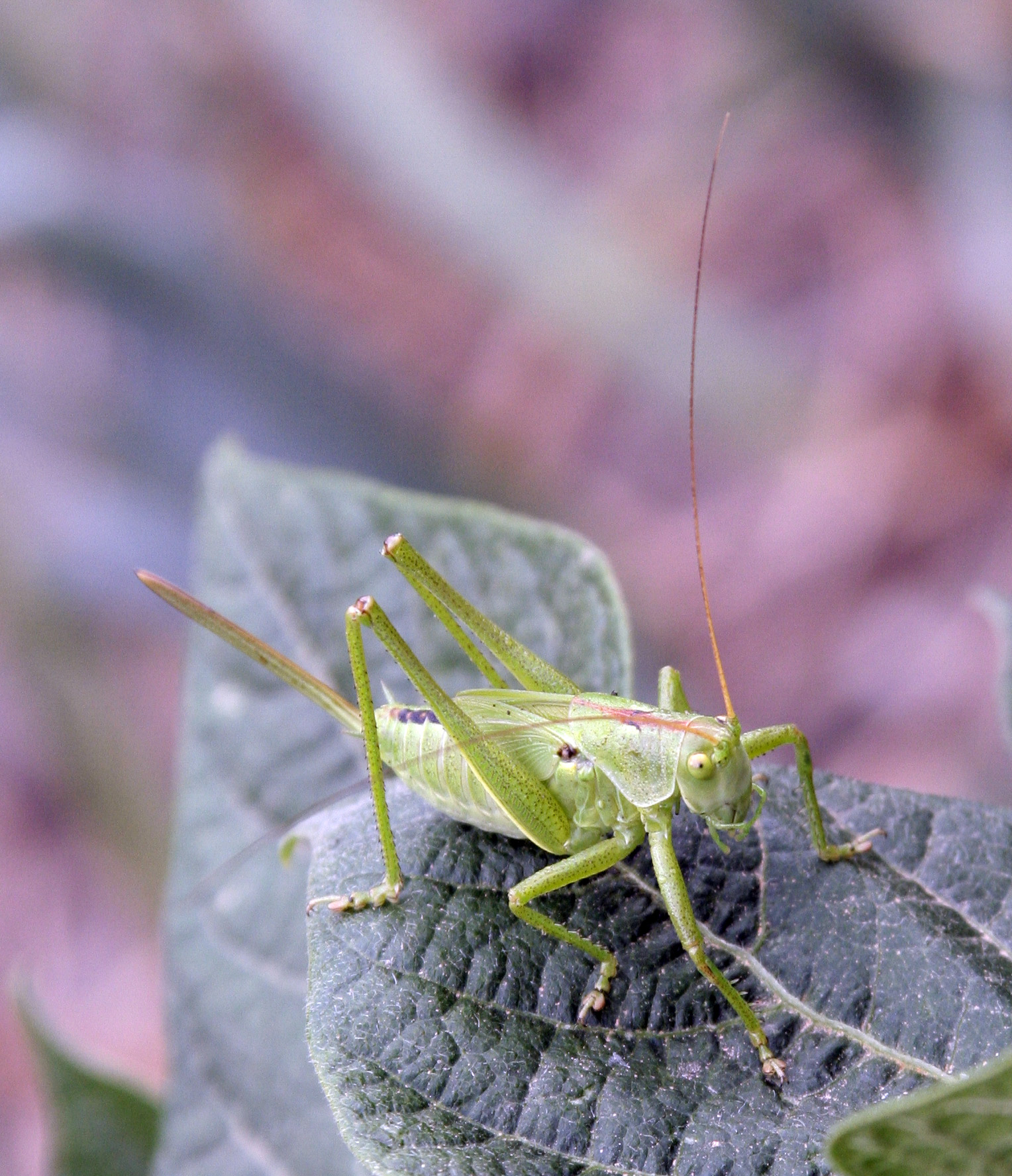
Tettigonia cantans ♀: l'oviscapte dépasse les ailes.
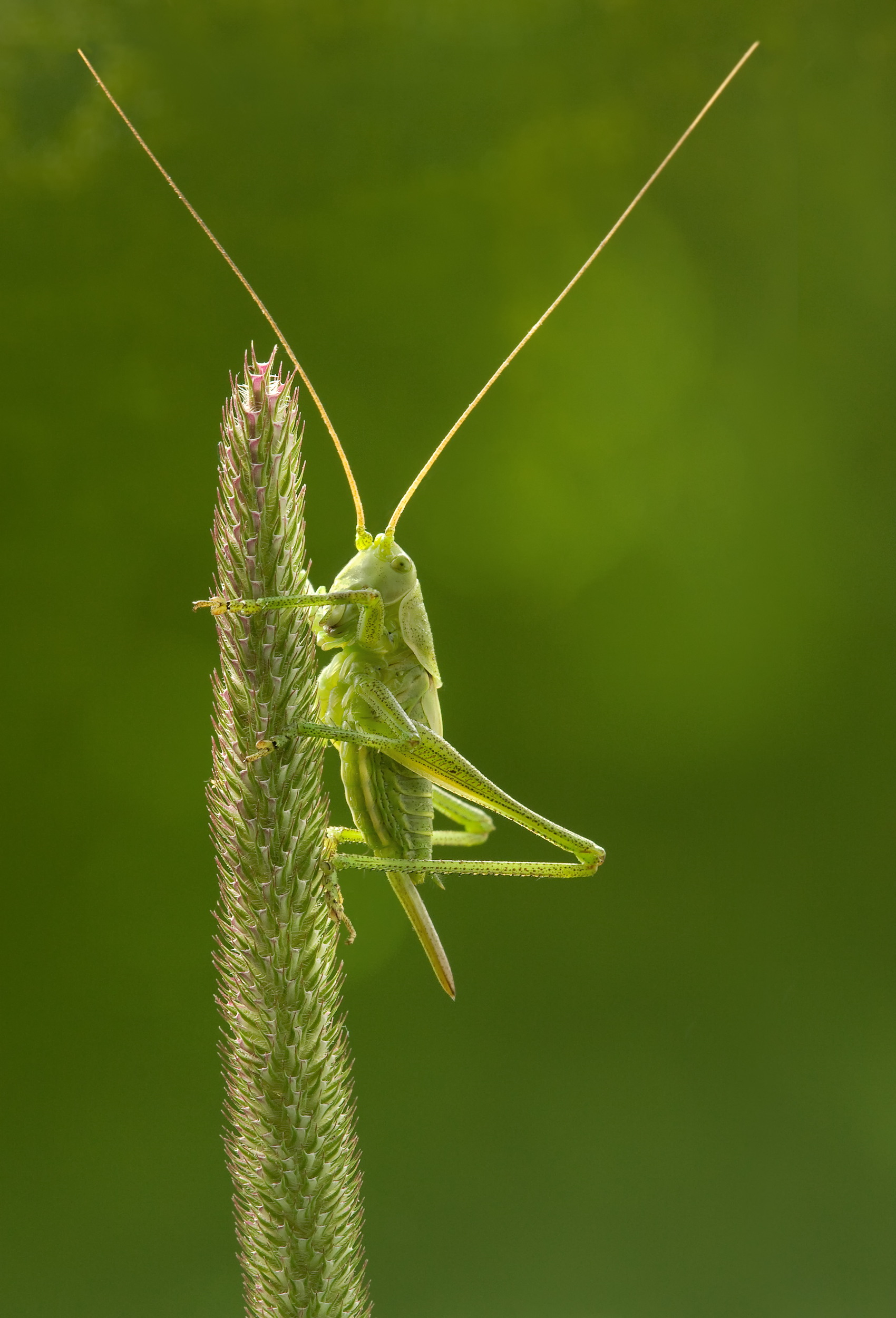
Nymphe de Tettigonia viridissima ♀.
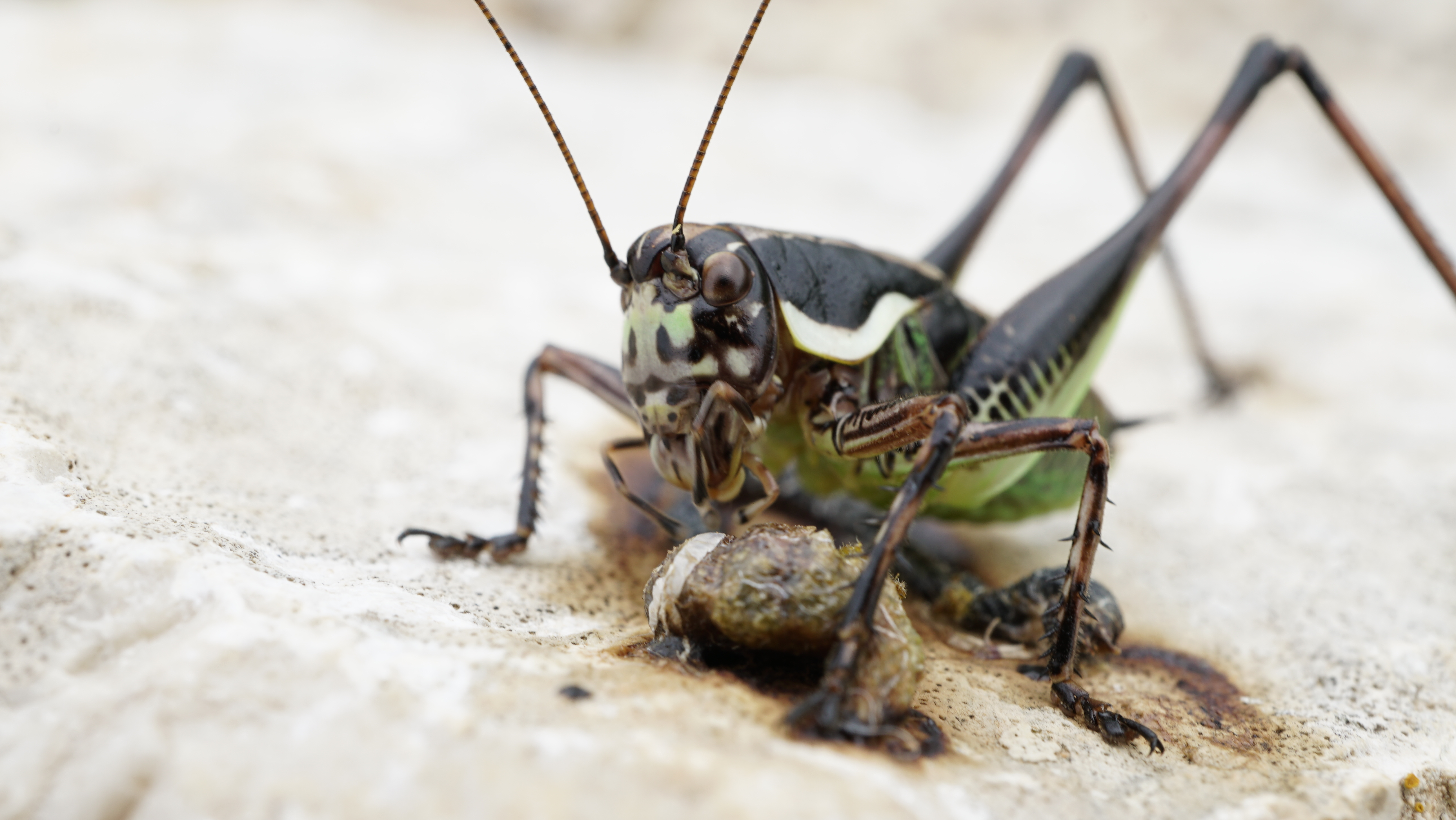
Tettigoniinae.
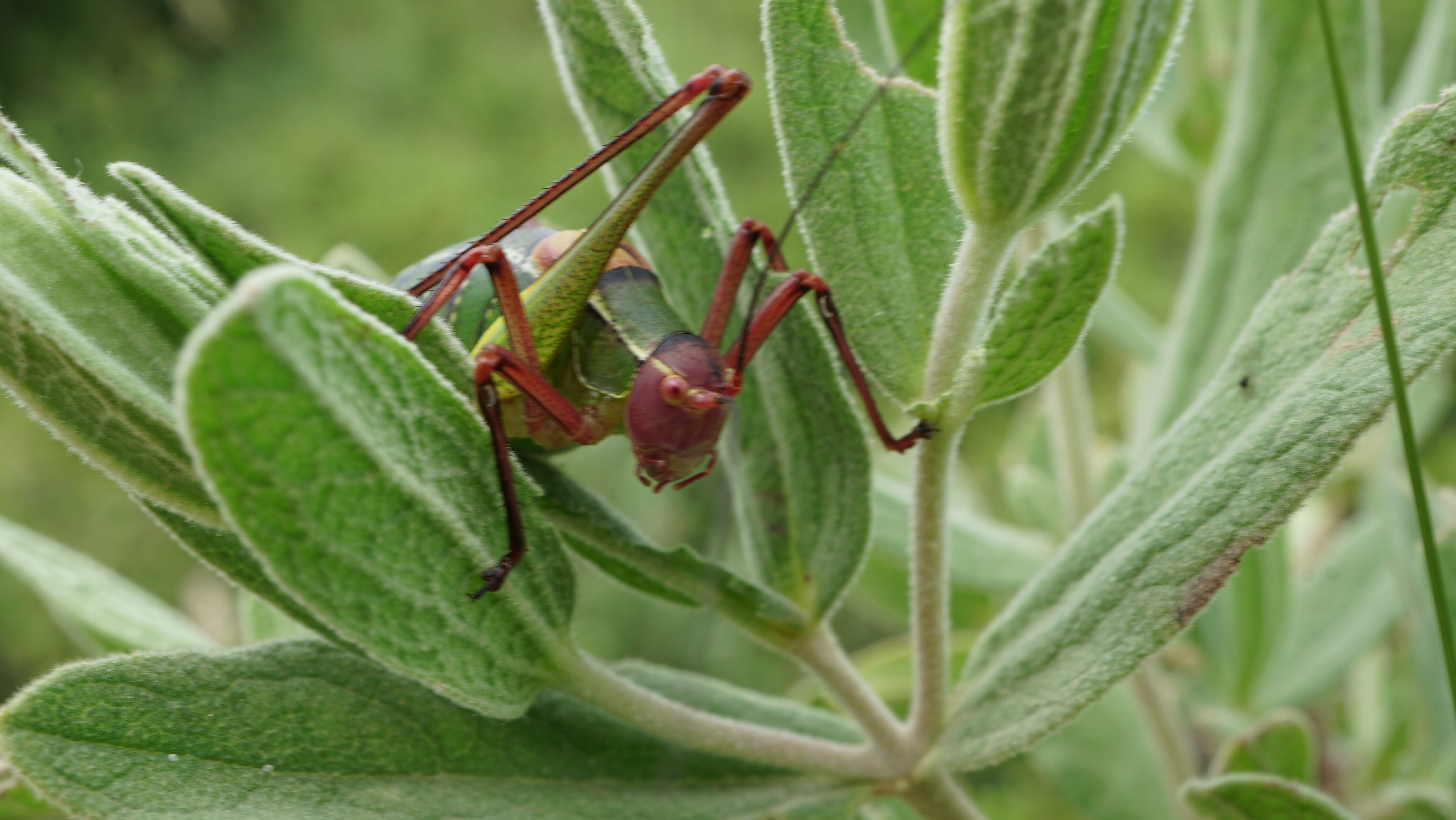
Barbitistes.